# Missira (district, Tamita)
Pour les articles homonymes, voir Missira.
Missira est l'un des districts de la sous-préfecture de Tamita, situé dans la préfecture de Boffa en république de Guinée.